# Luis Galarreta
Luis Fernando Galarreta Velarde (Lima, 12 marzo 1971) è un politico peruviano.

## Biografia
È stato membro del Congresso della repubblica in rappresentanza di Lima per tre mandati consecutivi: 2006-2011, 2011-2016, 2016-2020. Nello stesso tempo, è stato presidente del Congresso della Repubblica dal Perù dal 26 luglio 2017 al 26 luglio 2018.